# Marinos Tzionis
Marinos Tzionis (en griego: Μαρίνος Τζιωνής; Nicosia, 16 de julio de 2001) es un futbolista chipriota que juega en la demarcación de centrocampista para el F. C. UTA Arad de la Liga I.

## Selección nacional
Tras jugar con la selección de fútbol sub-17 de Chipre y la sub-19, finalmente debutó con la selección absoluta el 5 de septiembre de 2020. Lo hizo en un partido de la Liga de Naciones de la UEFA contra Montenegro que finalizó con un resultado de 0-2 a favor del combinado montenegrino tras un doblete de Stevan Jovetić.

## Clubes
| Club                 | País           | Año       | Partidos | Goles |
| -------------------- | -------------- | --------- | -------- | ----- |
| A. C. Omonia         | Chipre         | 2017-2022 | 88       | 15    |
| Sporting Kansas City | Estados Unidos | 2022-2024 | 64       | 6     |
| F. K. Čukarički      | Serbia         | 2024-2025 | 16       | 0     |
| F. C. UTA Arad       | Rumania        | 2025-     | 12       | 2     |

## Palmarés

### Títulos nacionales
| Título                     | Club         | País   | Año  |
| -------------------------- | ------------ | ------ | ---- |
| Primera División de Chipre | A. C. Omonia | Chipre | 2021 |
| Supercopa de Chipre        | A. C. Omonia | Chipre | 2021 |